# جو آرمسترانگ (بازیکن فوتبال)
جو آرمسترانگ (انگلیسی: Joe Armstrong؛ زادهٔ ۲۹ ژانویهٔ ۱۹۳۹) بازیکن فوتبال اهل بریتانیا است.
از باشگاه‌هایی که در آن بازی کرده‌است می‌توان به باشگاه فوتبال لیدز یونایتد و باشگاه فوتبال گیتزهد اشاره کرد.